# 桃園捷運藍線先導公車
桃園捷運藍線先導公車，為桃園捷運藍線之捷運先導公車路線，由桃園客運營運，2014年8月1日闢駛。

## 路線基本資料
藍線先導公車行駛路線與原先桃園客運171路路線近似，差異點在於：藍線先導公車主要行駛中豐北路，171路線主要行駛新生路。

### 停站
根據公車塗裝，重點停站為：高鐵桃園站(A18)–桃園體育園區站(A19)–興南站(A20)–環北站(A21)–中壢市公所–中壢站(A23)，其中「中壢市公所」與原設計圖「老街溪站(A22)」有所出入。
實際停靠站點如下：
| 论 编 | 桃園捷運藍線先導公車路線（中壢↔ 高鐵桃園站） |  |
| |                                              |  |
| 桃園客運中壢總站（中壢火車站(A23)） - 中央延平路口 - 中央新生路口 - 新生路 - 中美路口 - 元化路口 - 中壢市公所 - 環北新生路口 - 環北站(A21)–興南站(A20) – 中豐北民權路口 - 斗門埤 - 芭里活動中心 - 桃園體育園區站(A19) - 公園路口 - 青山福德祠 → 高鐵桃園站(A18)（返程往青山福德祠） |                                              |  |
| → 僅去程停靠， ← 僅回程停靠， ─ 雙邊停靠 |                                              |  |

### 收費方式
採一段票計費：
- 全票：新台幣18元
- 半票：新台幣9元

## 圖片

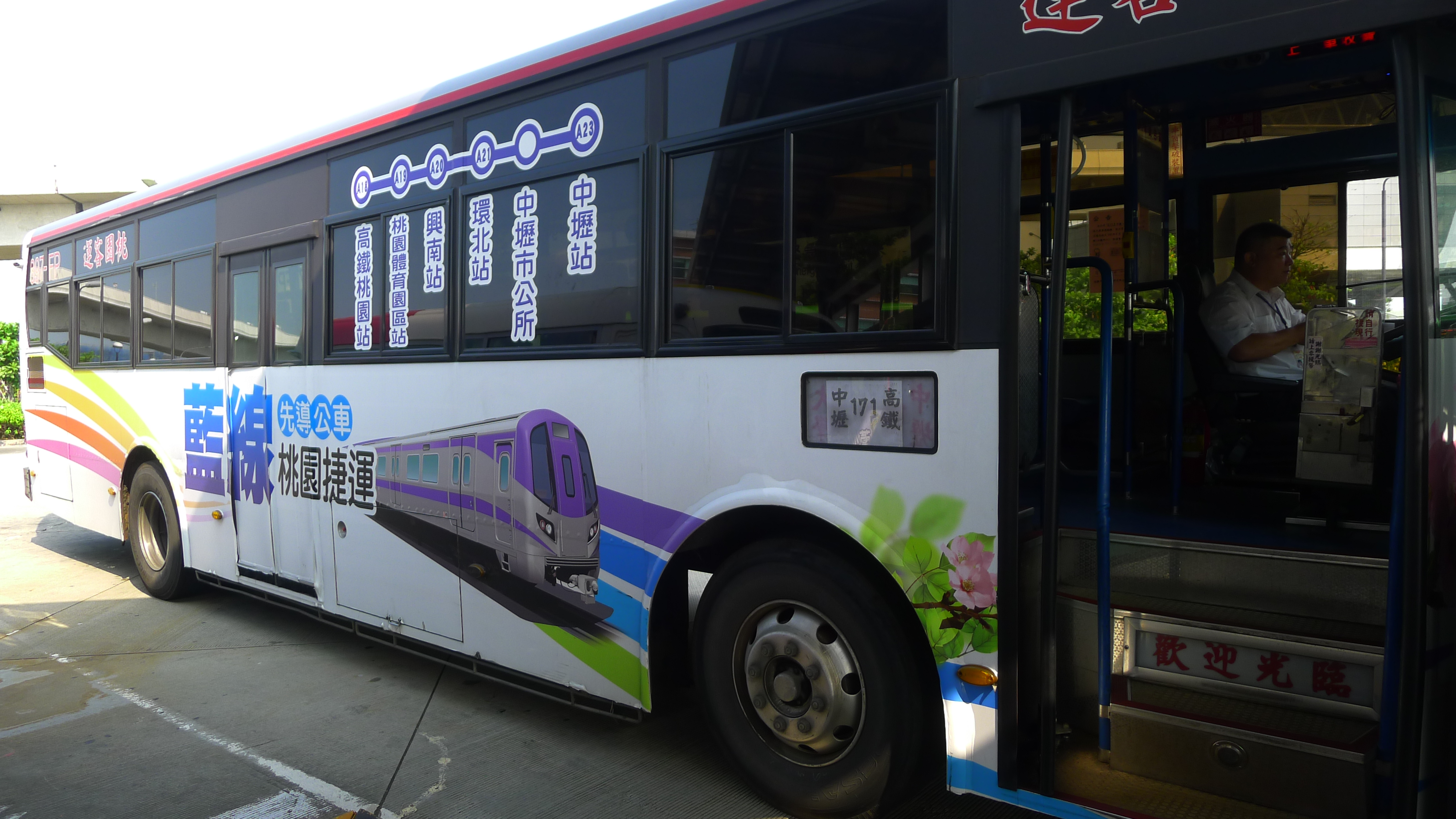
前側
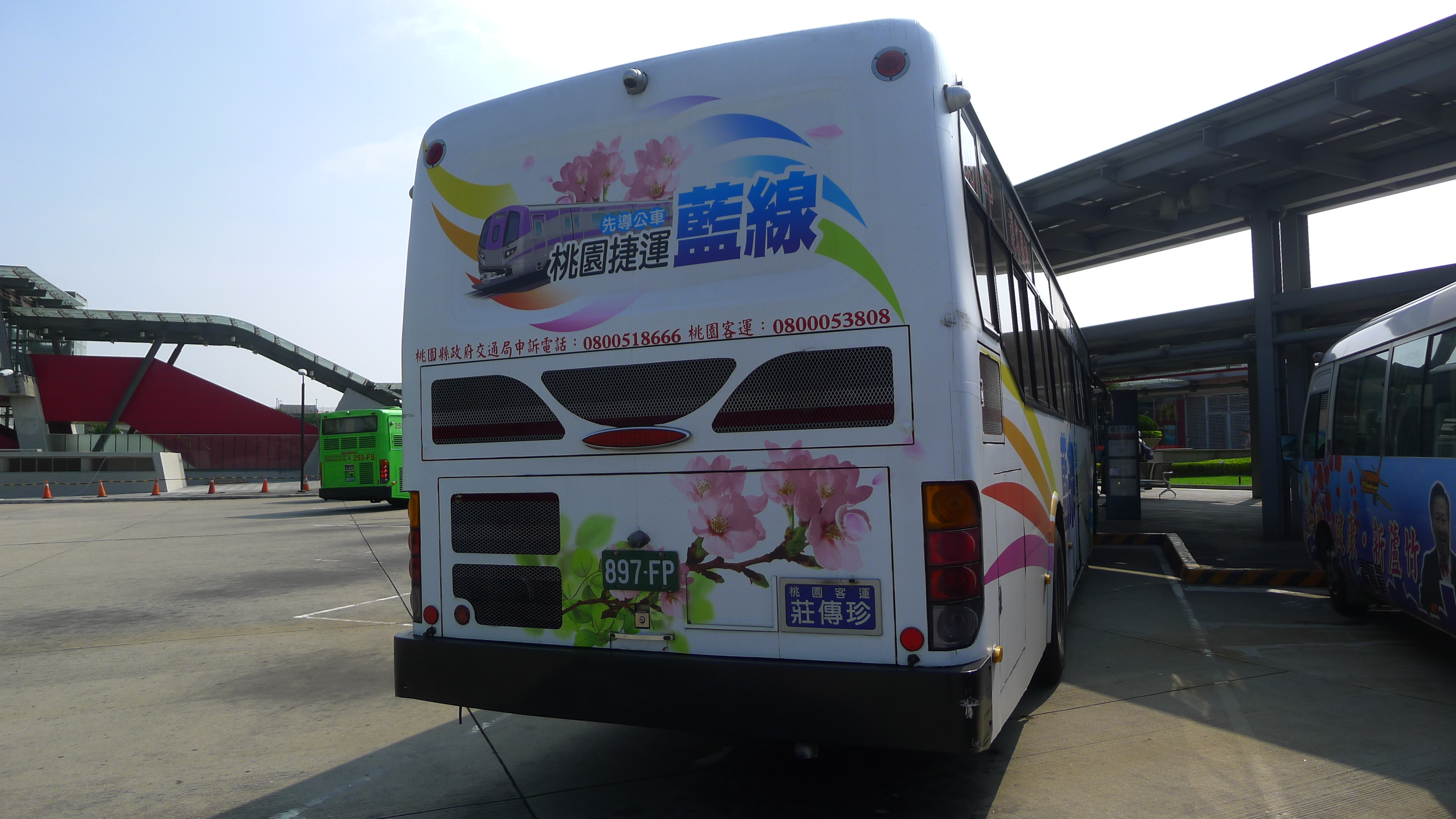
後方
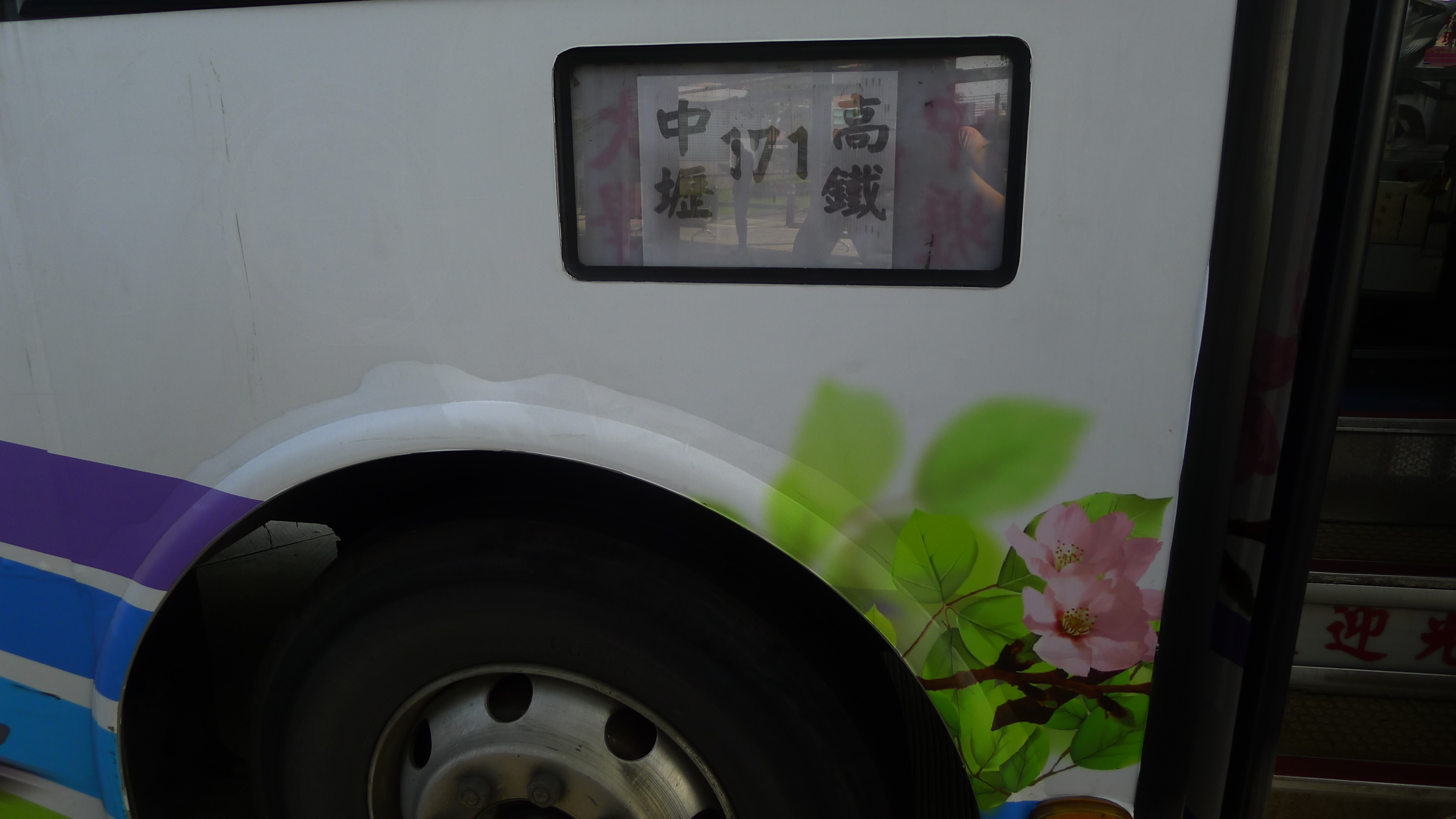
仍掛171路線牌
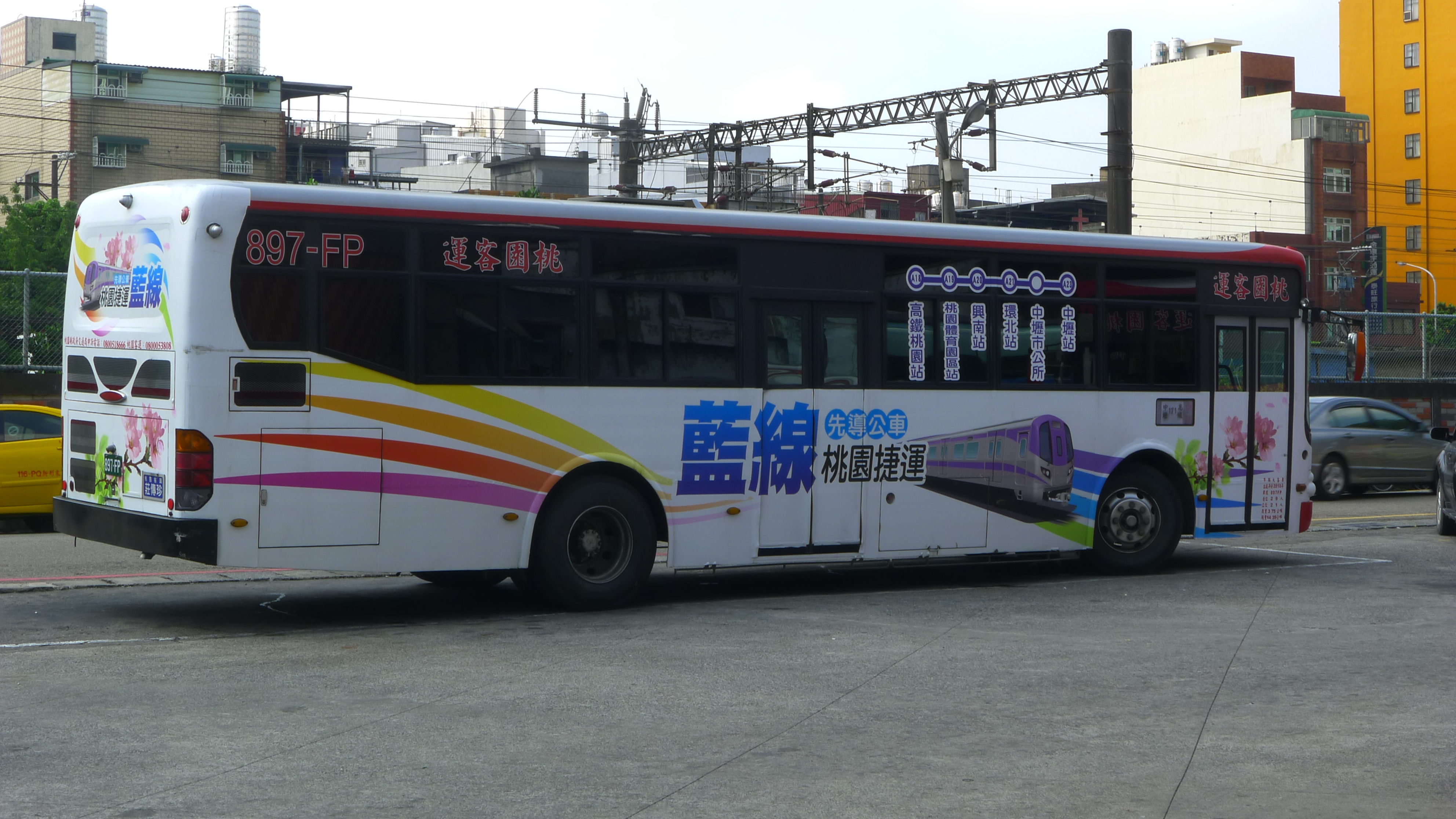
側面塗裝
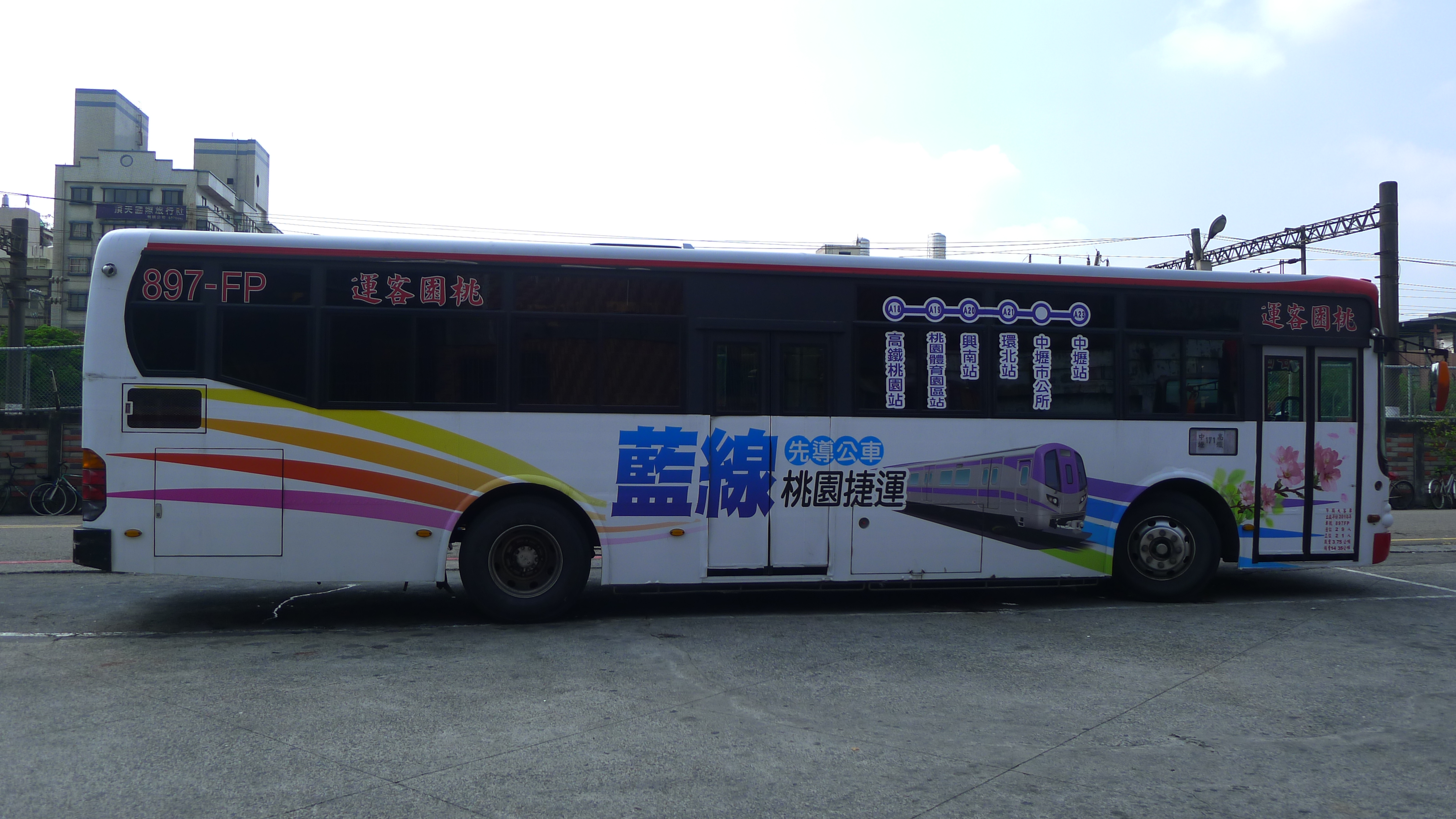
側面塗裝